# Симон (граф Сицилії)
Симон I (*Simone D'Altavilla, 1093 — 28 вересня 1105) — граф Сицилії у 1101—1105 роках.

## Життєпис
Походив з династії Отвілів. Був старшим сином Рожера I, графа Сицилії, та Адалеїди Савонської. Народився в Палермо в 1093 році. У 1101 році після смерті батька малолітнього Симона проголошено новим графом за регентства матері. 
Помер у 1105 році в Мілето (Калабрія). Йому спадкував молодший брат Рожер II.